# Sandra Taylor
Sandra Taylor, echte naam Sandra Lisa Korn (Westchester County, 26 december 1966), is een Amerikaans model en actrice. Ze maakte in 1994 haar filmdebuut als Riba in de komedie Exit to Eden. Sindsdien verscheen ze in meer dan vijftien andere films.
Het grootste deel van Taylors filmrollen bestaat uit personages die nadrukkelijk dienen als een element van vrouwelijk schoon, zoals een knappe barvrouw, verpleegster of lerares, dan wel een mysterieuze naamloze schoonheid. Daarnaast had ze andere kleine rolletjes zoals die van verslaggeefster Suki Sanchez in zowel The Princess Diaries als The Princess Diaries 2: Royal Engagement en die van Raylene Stein in Keeping Up with the Steins. Taylor speelde daarnaast eenmalige gastrolletjes in televisieseries als Married... with Children (1994), ER (1999), The King of Queens (2000) en Just Shoot Me! (2001).
Taylor was naakt te zien in de Penthouse van maart 1991 (als Sandi Korn) en in de Nederlandse Playboy in de uitgave van december 1995.

## Filmografie
*Exclusief televisiefilms
- All's Faire in Love (2009)
- Player 5150 (2008)
- One, Two, Many (2008)
- Keeping Up with the Steins (2006)
- Tom's Nu Heaven (2005)
- The Princess Diaries 2: Royal Engagement (2004)
- Raising Helen (2004)
- The Princess Diaries (2001)
- Tomcats (2001)
- Women of the Night (2000)
- Runaway Bride (1999)
- Phoenix (1998)
- The Lay of the Land (1997)
- Batman & Robin (1997)
- L.A. Confidential (1997)
- Under Siege 2: Dark Territory (1995)
- Lady in Waiting (1994)
- Exit to Eden (1994)